# ای‌ام‌پی‌ای
ای‌ام‌پی‌ای یا آمپا (به انگلیسی: AMPA) یک ترکیب شیمیایی با شناسه پاب‌کم ۱۲۲۱ است. که جرم مولی آن ۱۸۶٫۱۷ g/mol می‌باشد. 